# Централна библиотека Војске Југославије
Централна библиотека Војске Југославије је матична библиотека за све библиотеке Војске Југославије и координира рад свих библиотека у мрежи од деведесет гарнизонских, специјалних и школских војних библиотека на подручју СР Југославије и стара се о функционисању јединственог библиотечко–информационог система Војске Југославије. Налази се у улици Браће Југовића 19.

## Историјат
Основана је 1862. године при Министарству војске, до почетка Првог светског рата је радила у згради Пашин конак на Калемегдану. Године 1914. је највећи део библиотеке уништен па је имала поново образовану функцију 1923. Године 1933. постаје централна библиотека југословенске војске. У току Другог светског рата је била при Врховном штабу НОВ и ПОЈ. Као Централна библиотека ЈНА је формирана 1947. године при Војноисторијском институту ЈА, а од 1951. је самостална установа под називом Централна библиотека ЈНА. Године 1972. је прерасла у Центар за војнонаучну документацију и информације. Крајем 1985. године се издваја једна организациона целина која наставља рад као Централна библиотека ЈНА. У Центру за војнонаучну документацију и информације се налази и данас 142.000 наслова у 179.000 примерака монографских публикација, 4000 наслова у 5000 примерака фонда специјалне документације и 6200 наслова у 8500 примерака фонда старе и ретке војне књиге. У Центру се налази и Легат Војмира Кљаковића који садржи 1200 наслова, 1500 наслова новина и часописа. Основна функција Централне библиотеке Војске Југославије данас је обављање библиотечко–информационе делатности за потребе стручног, научно–истраживачког и општеобразовног рада и образовања професионалних припадника Војске Југославије, пензионисаних војних и цивилних лица на служби у Војсци Југославије и њихових породица. Прикупља, обрађује и трајно чува примерак сваког издатог дела војне литературе и издаје текућу Југословенску војну библиографију. Располаже са 20.120 наслова у 31.853 примерка монографских публикација и 10.630 наслова у 44.749 примерака специјалне војне документације, организује и промоције књига од интереса за Војску Југославије.

## Галерија
- Зграда Централне библиотеке Војске Југославије
- Улаз у Централну библиотеку Војске Југославије